# Крейг Горнер
Крейг Горнер (англ. Craig Horner; нар. 24 січня 1983) — австралійський актор телебачення та кіно. Найбільш відомий як Річард Сайфер у телесеріалі «Легенда про Шукача» та Еш в серіалі «H2O: Просто додай води».

## Життєпис
Народився в місті Брисбен, штат Квінсленд, Австралія. Закінчив лютеранський коледж Св. Пітера (St. Peters Lutheran College). Театром захоплювався ще в шкільні роки, а його акторські здібності проявилися ще в учнівських спектаклях. Після закінчення коледжу переїхав у Сідней, де серйозно зайнявся акторською кар’єрою.

## Кар'єра
Кар'єра Горнер почалася із серіалу «Кібердівчинка», де він зіграв Джексона Кемпбела. Потів він зіграв роль Еша Доува в телесеріалі «Н2О: Просто добав води». Але популярність до актора прийшла після участі в серіалі «Велика хвиля», у якому він зіграв серфера Гаррі Міллера, Після успіху «Великої хвилі», Крейг був запрошений на головну роль Річарда Сайфера в серіал "Легенда про Шукача".
У Крейга є своя музична група «ITHACA». У 2015 році група випустила дебютний альбом «Live from the Studio».

## Фільмографія
| 2001      | с   | Кібердівчинка          | Cybergirl            | Джексон (2 епізоди)      |
| 2002      | ф   | Без купюр              | Blurred              | Піт                      |
| 2003      | кор | Моментом пізніше       | The Moment After     | ім’я персонажа невідомо  |
| 2003      | ф   | Проти течії            | Swimming Upstream    | Рональд Фінглетон        |
| 2005      | с   | Мис                    | headLand             | Ніл Слеттері (2 епізоди) |
| 2006      | с   | Королівська бухта      | Monarch Cove         | Калеб                    |
| 2006      | ф   | Не бачу зла            | See No Evil          | Річі                     |
| 2006      | с   | Плутанина              | Two Twisted          | Мейз                     |
| 2006      | с   | Королівська бухта      | Monarch Cove         | Калеб                    |
| 2007—2008 | с   | H2O: Просто додай води | H2O: Just Add Water  | Еш                       |
| 2008      | с   | Велика хвиля           | Blue Water High      | Гаррі Міллер (3 сезон)   |
| 2008—2010 | с   | Легенда про Шукача     | Legend of the Seeker | Річард Сайфер            |
| 2014      | с   |                        | Hindsight            | Шон                      |
| 2016      | с   | Одного разу в казці    | Once Upon a Time     | граф Монте-Кристо        |